# Bixente Lizarazu
Bixente Lizarazu (baskiskt uttal: [biˈʃente liˈs̪araˌs̪u]), född 9 december 1969 i Saint-Jean-de-Luz, är en baskisk-fransk före detta professionell fotbollsspelare.
Lizarazu har haft en mycket framgångsrik karriär med Bayern München och Frankrikes fotbollslandslag.
Lizarazu har baskiskt påbrå och var förste fransman att spela för Athletic Bilbao. Klubben har en policy med syfte att enbart använda baskiska spelare. Lizarazu och Aymeric Laporte är de enda icke-spanskfödda att spela för Athletic Bilbao.

## Meriter
- A-landskamper för Frankrikes fotbollslandslag
- VM i fotboll: 1998, 2002
  - VM-guld 1998
- EM i fotboll: 2000, 2004
  - EM-guld 2000
- Tysk mästare
- Tysk cupmästare